# Frais
Frais es una  una comuna francesa situada en el departamento del Territorio de Belfort, de la región de Borgoña-Franco Condado.
Los habitantes se llaman Fraisiers.

## Geografía
Está ubicada a 10 km al este de Belfort y forma parte de la aglomeración urbana de esta ciudad.

## Demografía
| 83 | 85 | 92 | 152 | 205 | 225 | 241 | 219 |
| Para los censos de 1962 a 1999 la población legal corresponde a la población sin duplicidades (Fuente: INSEE [Consultar]) |    |    |     |     |     |     |     |